# 아핀야 사쿨자로엔숙
아핀야 사꾼짜른숙(태국어: อภิญญา สกุลเจริญสุข, 영어: Apinya Sakuljaroensuk, 1990년 5월 27일 ~ )은 태국의 배우, 모델이다.

## 출연 작품
- 이리로 와 (2021)
- 어둠의 시간 (2016)
- 3AM part 1 (2012)
- 아이 미스 유 (2012)
- 집으로 데려다 줄게요 (2011)
- 이블 스네이크: 무언의 침입자 (2010)
- 스롤란 마이러브 (2009)
- 프렌드쉽 (2008)
- 4 로맨스 (2008)
- 포비아 (2008)
- 플로이 (2007)